# 알레포 전투 (2024년)
2024년 11월 29일, 타흐리르 알샴이 이끄는 시리아 반군 세력이 친정부 세력인 시리아 아랍군이 점령한 알레포 시에 진입했다. 이 전투는 반군의 대규모 공세의 3일차에 시작되었다. 2016년에 끝난 알레포 전투 이후로 알레포에서 처음으로 전투가 발발했다.
2024년 11월 30일, 친정부 세력이 붕괴되는 가운데 반군 세력이 도시 대부분을 점령했다.

## 배경
2024년 11월 27일, 2020년 3월 이들리브 휴전 이후 처음으로 시리아 반군은 시리아 북서부 내 정부군을 향해 대규모 공격을 시작했다. 공격이 시작되자마자 반군은 빠른 속도로 마을을 점령하면서 반군은 알레포와 이들리브 내 70 곳을 점령했다. 한편 전투로 인해 이들리브에서는 10,000명의 피란민이 발생했다.

## 전투
2024년 11워 29일, 반군 세력은 두 개 자살 폭탄과 차량 폭탄을 시작으로 도시로 진입하기 시작했다.. 이후 반나절 동안 반군은 도시 내 다섯 개 구를 점령했으며, 새벽에 도심을 점령했다.
11월 30일 기준으로 반군이 알레포 성채와 알레포시 청사를 포함한 도시 반 이상을 점령했으며, 아침에 반군이 도시 대부분을 점령하자 정부군은 알레포 에스사피라구로 후퇴했다. 현재 정부군과 이란 지원군은 알레포 북동부 일부를 점령하고 있다고 보도되었다.
정부군이 후퇴하자 쿠르드족이 이끄는 시리아 민주군이 알레포 국제 공항과 시크 나자르 산업지구를 점령했다. 이후 당일 저녁에 반군이 시리아 민주군으로부터 알레포 국제 공항의 통제권을 가져왔다.

## 같이 보기
- 시리아 내전
- 북서부 시리아 공세(2024)
- 타흐리르 알 샴